# ناتالیا مالگینا
ناتالیا ولادیمیرونا مالگینا (روسی: Наталья Владимировна Мальгина؛ زادهٔ ۱۹۷۳ میلادی) اَنیماتور، کارگردان فیلم و تصویرگر کتاب‌های مصور اهل روسیه است. وی بابت مشارکت‌های هنری‌اش برندهٔ جوایز گوناگونی شده است.
از فیلم‌ها یا مجموعه‌های تلویزیونی که وی در آن‌ها نقش داشته است می‌توان به ماشا و خرس اشاره نمود.